# David Remnick
David Remnick (Hackensack, Nueva Jersey, 29 de octubre de 1958) es un periodista, escritor y editor estadounidense. 
Ganó el Premio Pulitzer en 1994 por su libro de Lenin's Tomb: The Last Days of the Soviet Empire. Remnick ha sido editor de la revista The New Yorker desde 1998. En 2000, Advertising Age lo nombró Editor del Año. Antes de unirse a The New Yorker, Remnick fue reportero y corresponsal en Moscú del diario The Washington Post y domina el idioma ruso.
También ha sido miembro de la Junta Directiva de la Biblioteca Pública de Nueva York. Asimismo es miembro de la American Philosophical Society.
En 2010, publicó su sexto libro, The Bridge: The Life and Rise of Barack Obama. En 2023, publicó el libro Holding the Note: Profiles in Popular Music.